# 千歳鉱山
千歳鉱山（ちとせこうざん）は、北海道千歳市美笛に存在した鉱山。現在の美笛川上流に位置したことから美笛鉱山とも呼ばれた。熱水鉱床由来の金・銀鉱石を産出した。

## 概要
1933年、人跡未踏同然であった支笏湖西側にて山師の大野直澄が、金鉱石を含む鉱脈を発見。中島飛行機の子会社の中島鉱業が鉱業権を得て、1936年から採掘を開始した。山間へき地で鉱石の搬出はおろか人夫の移動すら困難な場所であったが、鉱石の質は良く、北海道では鴻之舞鉱山に次ぐ規模の鉱山となった。鉱山周辺は人口が5,000人を超え、企業城下町が形成され小学校、郵便局、役所の支所などが建設されたが、第二次世界大戦中の金鉱山整備令により一時的な閉山を余儀なくされる。1950年には三菱金属鉱業（現三菱マテリアル）が鉱業権を取得し、生産施設の近代化や合理化が進めたことから生産量は戦前より伸びたが、企業城下町の賑わいは失われた。1977年、職住分離の方針の下、鉱山周辺の住民は千歳市街地などへ移転。生産施設以外はほぼ無人地帯へと戻る。鉱山自体も鉱石の品質低下が進み、新たな鉱区の探査も進められたが良好な結果は得られず、1986年、閉山に至った。

### 鉱石の搬出
開鉱当初の鉱石は、鉱山から美笛の支笏湖畔まで自社線の軌道を利用したトロッコ。舟に積み替えて支笏湖を横断し、対岸の王子軽便鉄道湖畔駅で小型貨車に積み替え。軽便鉄道で苫小牧駅まで輸送した後、国鉄の貨車に再度積み替えて上川町の天童精錬所（天幕駅に隣接）まで運搬して加工した。あまりに運搬が煩雑なため、1941年には山元に精錬所を建設するなど輸送体制の軽減が行われたが、支笏湖の舟運は昭和40年代まで続けられた。（白銀丸 19ton　) 大阪の造幣局隣接の自社工場で電気精錬し造幣局で検認。

## 歴史
- 1933年　鉱脈発見。
- 1934年　中島鉱業が鉱業権を取得。
- 1936年　鉱石の運搬施設（鉱山から美笛までの軌道、支笏湖の舟運施設、王子軽便鉄道への積み出し施設等）が完成。生産開始。
- 1937年　千歳鉱山尋常高等小学校開校。
- 1943年　金鉱山整備令により閉山。鉱業権が帝国鉱業開発会社（戦時国策会社）に移る。
- 1950年　三菱金属鉱業（現三菱マテリアル）が鉱業権を取得。
- 1951年　王子軽便鉄道廃止
- 1972年　金生産量が年間885kgを達成。金生産のピークを迎える。
- 1977年　千歳鉱山小中学校閉校。千歳市美笛支所閉鎖。
- 1986年　閉山。